# Sowjetische Kriegsgräberstätten in der Stadt Flensburg
In der kreisfreien Stadt Flensburg gibt es eine sowjetische Kriegsgräberstätte des Zweiten Weltkriegs. Diese Gräber liegen sehr oft am äußersten Rand eines Friedhofs und sind schwer zu finden. Das Gräbergesetz in Deutschland garantiert die Unverletzlichkeit dieser Gräber. Deshalb sind sie manchmal auch als Einzelgrabanlage auf ansonsten abgeräumten Gräberfeldern zu finden. Die Kosten für die Grabpflege übernimmt die Bundesrepublik. In Flensburg sind die sowjetischen Kriegsgräberstätten auf dem Friedhof Friedenshügel zu finden.

## Liste
| Bild           | Ort       | Lage Anm. 1 | Adresse                                | Weblink Anm. 2                                               |
| -------------- | --------- | ----------- | -------------------------------------- | ------------------------------------------------------------ |
| weitere Bilder | Flensburg | (Lage)      | Am Friedenshügel Friedhof (Grabanlage) | Grabstätte für 175 sowjetische Opfer des Zweiten Weltkriegs. |

Weitere Gedenksteine in russischer Sprache
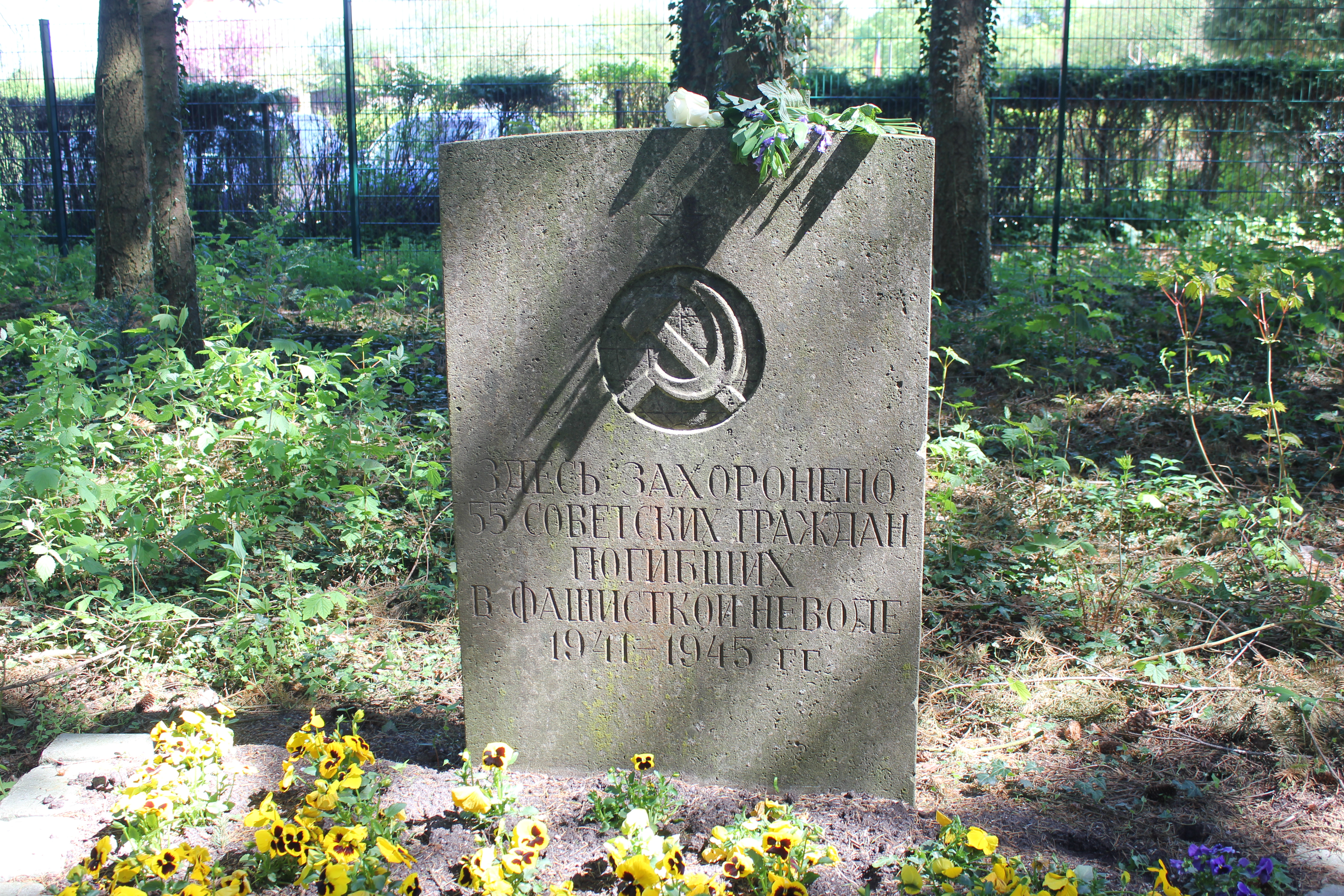
"Hier sind 55 sowjetische Bürger begraben die in faschistischer Gefangenschaft starben."
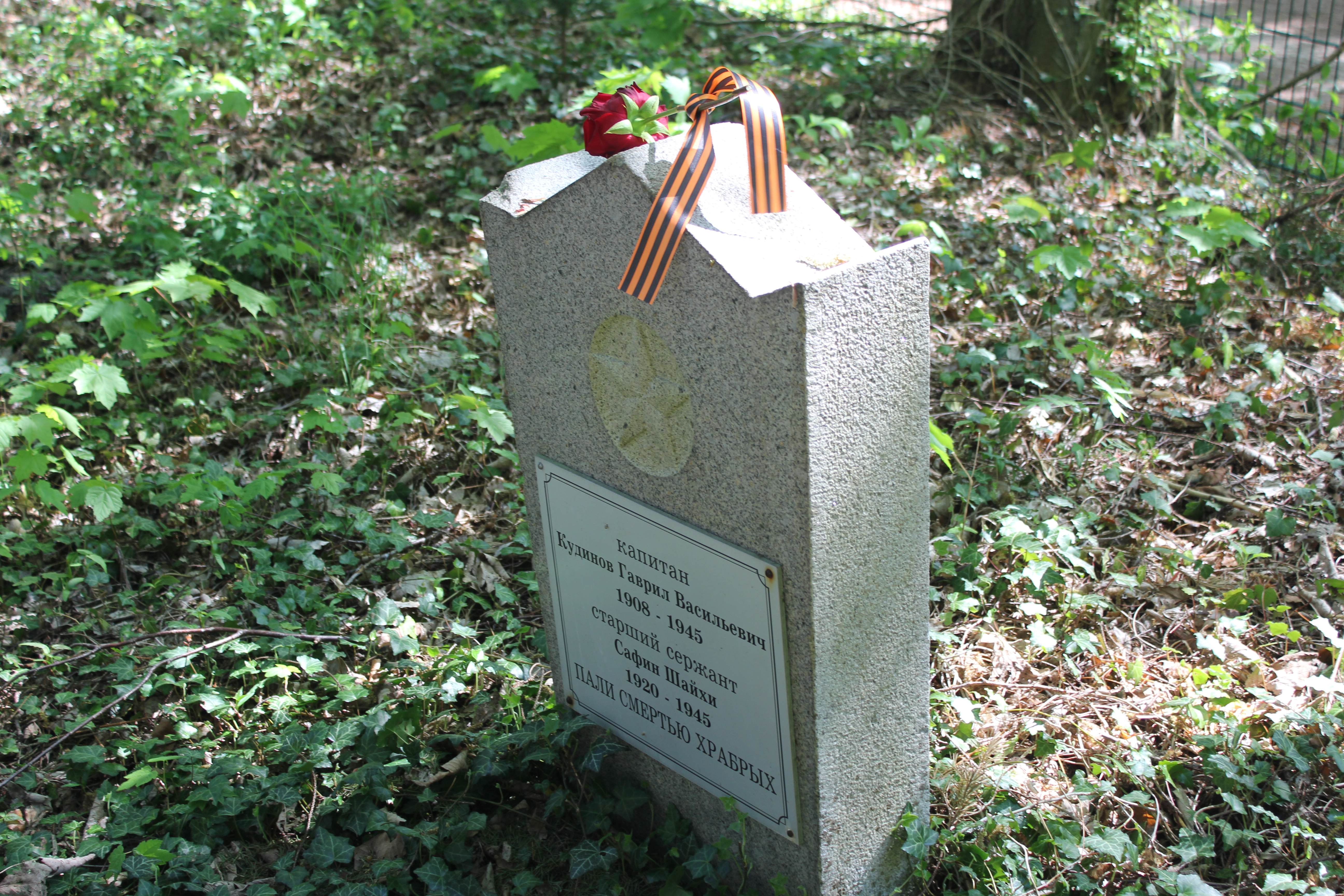
"Hauptmann Gawril Wassiljewitsch Kudinow 1908–1945; Oberfeldwebel Schaichi Safin 1920–1945; Sind den Heldentod (wörtlich: Tod der Tapferen/Mutigen) gestorben."